# هایوتس دزور

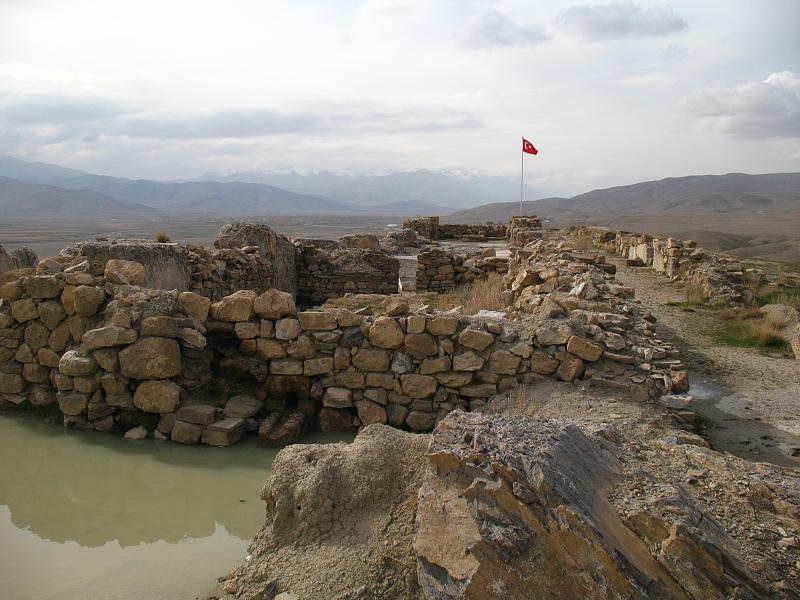

هایوتس دزور (ارمنی: Հայոց Ձոր به معنی لغوی: دره ارمنیان) (ارمنی: Երուանդունիք برگرفته از نام دودمان یرواندی) یک شهرستان (گاور) در استان تاریخی واسپوراکان در ارمنستان بزرگ بود که منطقه‌ای در جنوب‌شرقی دریاچه وان را بر می‌گرفته است.